# عبد الزهراء (اسم)
عبد الزهراء هو اسم عربي مكون من جزأين، عبد و الزهراء. والذي يعني خادم الزهراء. يشير مسمى الزهراء إلى فاطمة الزهراء بنت محمد بن عبد الله رسول الله. وهو اسم شائع جدًا عند طائفة الشيعة. الاسم محرم لدى طائفة السنة حيث أنهم لا يستخدمون أي اسم فيه أي شيء من كلمة «عبد» غير أسماء الله
- ضياء عبد الزهراء كاظم (تقريباً 1970–2007)، ناشط سياسي-ديني عراقي
- علاء عبد الزهرة (مواليد 1985)، لاعب كرة قدم عراقي
- محمد عبد الزهرة (مواليد 1989)، لاعب كرة قدم عراقي.

## انظر ايضاً
- عبد الحسين